# Bomarea cornuta
Bomarea cornuta är en alströmeriaväxtart som beskrevs av Herb.. Bomarea cornuta ingår i släktet Bomarea och familjen alströmeriaväxter. Inga underarter finns listade i Catalogue of Life.